# Адам Джемілі
Адам Джемілі (англ. Adam Gemili, нар. 6 жовтня 1993) — британський легкоатлет, який спеціалізується в спринті, багаторазовий чемпіон і призер світових і континентальних першостей у спринтерських та естафетних дисциплінах, рекордсмен Європи. Учасник Олімпійських ігор (2012, 2016). 
На чемпіонаті світу-2017 у складі британського естафетного квартету 4×100 метрів став чемпіоном світу з новим рекордом Європи (37,47).
На наступній світовій першості у Досі став співавтором нового європейського рекорду в естафеті 4×100 метрів (37,36), який дозволив британському квартету спринтерів здобути срібну нагороду.